# Kawano Shinichi
Shinichi Kawano (sinh ngày 5 tháng 11 năm 1969) là một cầu thủ bóng đá người Nhật Bản.

## Sự nghiệp câu lạc bộ
Shinichi Kawano đã từng chơi cho Urawa Reds và Vissel Kobe.